# Леман, Юлиус Фридрих
Юлиус Фридрих Леман (нем. Julius Friedrich Lehmann; 28 ноября 1864, Цюрих — 24 марта 1935, Мюнхен) — немецкий издатель и основатель издательства J. F. Lehmann Verlag, выпускавшего медицинскую, национально-шовинистическую и расистскую литературу. На рубеже XIX—XX веков Леман сыграл значительную роль в превращении Мюнхена в центр антисемитизма в Германии. В эпоху Веймарской республики Леман одним из первых оказывал поддержку НСДАП, впоследствии вступив в эту партию.

## Биография
Сын врача, Леман прошёл обучение у книготорговца в Цюрихе, затем некоторое время работал в Брюсселе и Лейпциге. Брат Юлиуса Лемана — врач-гигиенист Карл Бернхард Леман. В 1900 году Леман покинул Швейцарию и воспользовался случаем, чтобы приобрести издательство «Мюнхенского медицинского еженедельника» (нем. Münchener Medizinische Wochenschrift). За короткое время медицинский еженедельник значительно увеличил свой тираж. Значительная часть публикаций издательства способствовала формированию национал-социалистической идеологии, как, например, о принудительной стерилизации людей «низшего сорта».
Леман участвовал в Фёлькише бевегунг и работал в правлении Пангерманского союза. Начиная с 1905 года Леман обратился к расовой теории, и в последующие годы его издательство труды по этой теме. В 1917 году Леман вступил в Немецкую отечественную партию, газета «Обновление Германии» (нем. Deutschlands Erneuerung) издательства Лемана стала рупором этой партии. Леман был активным членом организации Немецкий народный союз обороны и наступления.
В годы Веймарской республики издательство Лемана выпустило серию книг «Непобеждённые» (нем. Unbesiegt), популяризировавшую легенду об ударе ножом в спину. В этой серии выходили воспоминания генералов Первой мировой войны. Вилла Лемана в Мюнхене стала центральным местом встреч правых национал-социалистов в их борьбе против молодой республики.
Леман оказывал регулярную финансовую помощь национал-социалистам, так, в период с января по апрель 1922 года НСДАП получило от издателя 10 тысяч рейхсмарок. В декабре 1931 года Леман вступил в НСДАП. Леман умер в марте 1935 года от воспаления среднего уха.
Издательство Лемана продолжило своё существование и во Вторую мировую войну. Являясь важным объектом в военное время, несмотря на нехватку бумаги, издательству выделялись специальные фонды. Издательство «Леман-Ферлаг» издало труд по расовой теории даже в 1952 году.